# Princess Patricia's Canadian Light Infantry
Vous lisez un « bon article » labellisé en 2011.  Il fait partie d'un « bon thème ».
Le Princess Patricia's Canadian Light Infantry ou PPCLI, littéralement l'« Infanterie légère canadienne de la princesse Patricia », est l'un des trois grands régiments d'infanterie des Forces armées canadiennes.
Il est communément appelé Patricia's tandis qu'un militaire du régiment est appelé Patricia ou Patricias au pluriel. C'est l'un des régiments les plus décorés du Canada. Le régiment est divisé en quatre bataillons dont un de réserve pour un total d'environ 2 000 soldats. Le PPCLI est le principal occupant de la base des Forces canadiennes (BFC) Edmonton en Alberta et de la BFC Shilo au Manitoba. Il fait partie de la 3e Division du Canada. Le Loyal Edmonton Regiment est le bataillon de réserve du régiment et porte la désignation de 4e Bataillon, Princess Patricia's Canadian Light Infantry. Le quartier général régimentaire est situé sur la BFC Edmonton.
Le régiment n'est pas une structure organisationnelle en tant que telle, mais plutôt protocolaire. Les quatre bataillons du régiment sont donc des unités opérationnelles distinctes de l'Armée canadienne dans le 1er Groupe-brigade mécanisé du Canada pour la Force régulière et dans le 41e Groupe-brigade du Canada pour la Première réserve. Bien que le nom du régiment comporte la mention de « Light Infantry », anglais pour « infanterie légère », le régiment comporte deux bataillons d'infanterie mécanisée et n'a jamais été organisé comme un régiment d'infanterie légère traditionnel.
Le PPCLI a été créé sur l'initiative du capitaine Andrew Hamilton Gault en 1914 pour contribuer à l'effort de guerre canadien lors de la Première Guerre mondiale. Il fut la première unité d'infanterie canadienne dans le théâtre d'opérations, lorsqu'il entra en France le 21 décembre 1914. Le régiment a participé aux deux guerres mondiales, à la guerre de Corée et à la guerre d'Afghanistan en plus de nombreuses opérations avec l'OTAN et l'ONU. Pour ses missions à l'étranger, il a reçu au total 39 honneurs de bataille et deux mentions élogieuses du commandant en chef des Forces canadiennes en plus de la Presidential Unit Citation des États-Unis.

## Structure

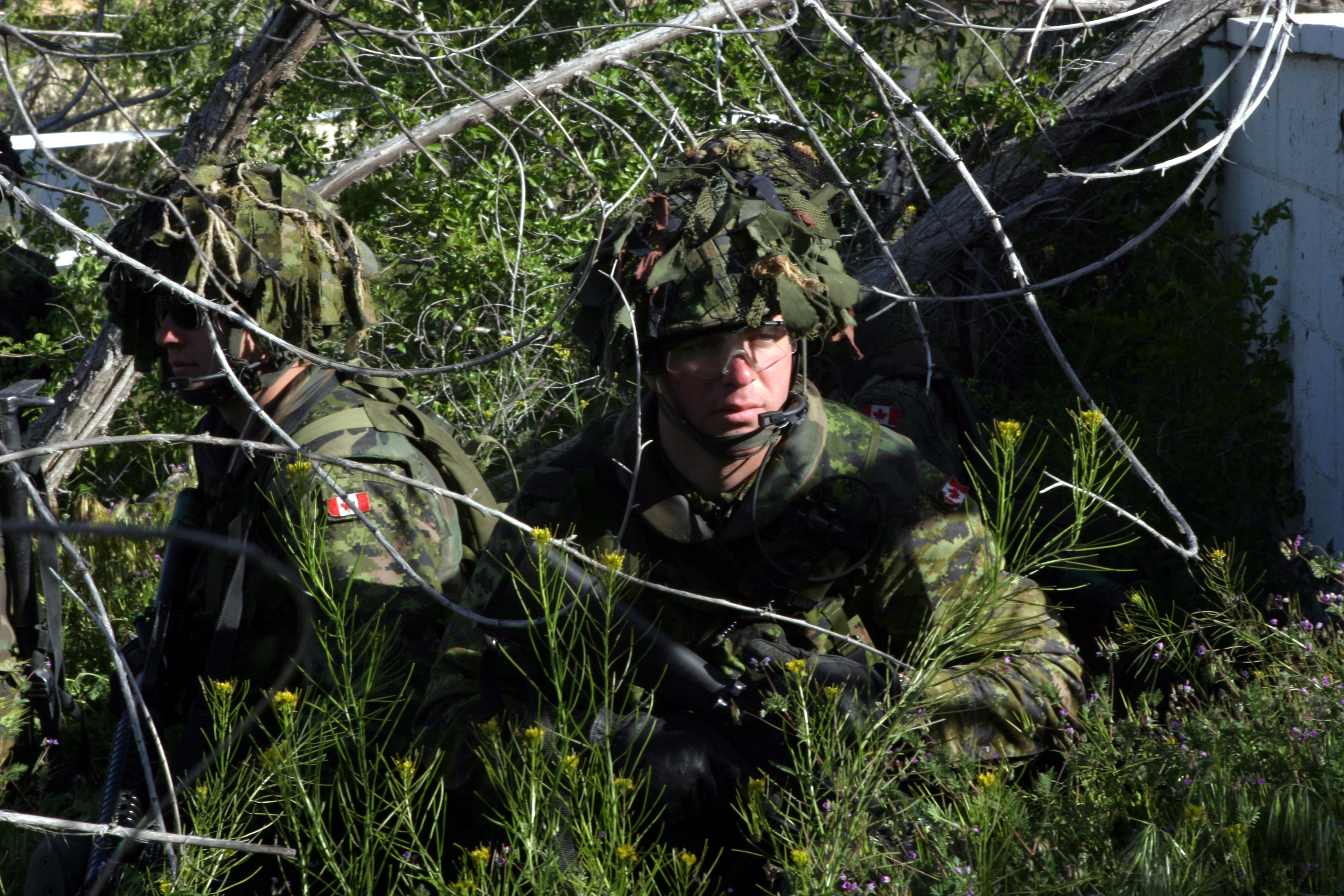
Soldats du PPCLI en entraînement

Le régiment est composé de quatre bataillons dont trois de la Force régulière et un de la Première réserve. Les bataillons de la Force régulière sont chacun sous le commandement du 1er Groupe brigade mécanisé du Canada. En effet, le régiment n'est pas une structure de commandement opérationnel, mais plutôt protocolaire, et chaque bataillon forme en fait des unités opérationnelles distinctes dans l'ordre de bataille des Forces armées canadiennes. Les deux premiers bataillons sont de l'infanterie mécanisée tandis que le troisième est de l'infanterie légère. Ils appartiennent au 1er Groupe-brigade mécanisé du Canada. De son côté, le bataillon de réserve, le quatrième, appartient au 41e Groupe-brigade du Canada.
| Bataillon     | Base                   | Brigade                               | Type                         |
| ------------- | ---------------------- | ------------------------------------- | ---------------------------- |
| 1er Bataillon | BFC Edmonton (Alberta) | 1er Groupe-brigade mécanisé du Canada | Infanterie mécanisée         |
| 2e Bataillon  | BFC Shilo (Manitoba)   | 1er Groupe-brigade mécanisé du Canada | Infanterie mécanisée         |
| 3e Bataillon  | BFC Edmonton (Alberta) | 1er Groupe-brigade mécanisé du Canada | Infanterie légère            |
| 4e Bataillon  | BFC Edmonton (Alberta) | 41e Groupe-brigade du Canada          | Première réserve, infanterie |

### 1erBataillon
Le 1er Bataillon, Princess Patricia's Canadian Light Infantry ou 1 PPCLI occupe le Lancaster Park, littéralement le « parc Lancaster », sur la BFC Edmonton en Alberta. Le 1 PPCLI est un bataillon d'infanterie mécanisée de la Force régulière et utilise le VBL III (véhicule blindé léger) comme principal véhicule. Le bataillon est composé de quatre compagnies de fusiliers, d'une compagnie d'appui et d'une compagnie de services d'appui. Son commandant actuel est le lieutenant-colonel William H. Fletcher. Son sergent-major régimentaire (SMR) est l'adjudant-chef S.D. Stevens.

### 2eBataillon
Le 2e Bataillon, Princess Patricia's Canadian Light Infantry ou 2 PPCLI occupe les Kapyong Barracks, littéralement les « casernes Kapyong », sur la BFC Shilo au Manitoba. Tout comme le 1 PPCLI, le 2 PPCLI est un bataillon d'infanterie mécanisée de la Force régulière qui utilise principalement le VBL III. Le 2e Bataillon, tout comme le 1er, est une composante du 1er Groupe-brigade mécanisé du Canada Le bataillon est composé de trois compagnies de fusiliers (Alpha, Bravo et Charlie), d'une compagnie de support au combat et d'une compagnie d'administration. Chacune des compagnies de fusiliers est composée de trois pelotons et d'un quartier général. Elles ont chacune un total de 15 VBL III. De son côté, la compagnie de support au combat possède un peloton de reconnaissance et un peloton de transmissions. Le rôle de la compagnie d'administration est de fournir le soutien logistique nécessaire au bon fonctionnement. Le commandant du bataillon actuel est le lieutenant-colonel Shane B. Schreiber. Son SMR est l'adjudant-chef Christopher J. Waugh.

### 3eBataillon

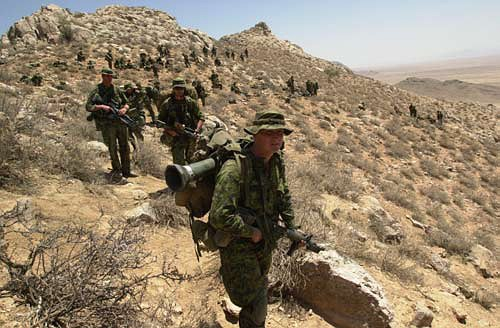
Des soldats du 3e Bataillon du PPCLI effectuant une patrouille en Afghanistan en 2002

Le 3e Bataillon, Princess Patricia's Canadian Light Infantry ou 3 PPCLI occupe le Lancaster Park aux côtés du 1er Bataillon sur la BFC Edmonton en Alberta. Le 3 PPCLI est un bataillon d'infanterie légère de la Force régulière. Il s'agit en fait du seul bataillon d'infanterie légère de l'Ouest du Canada. Le rôle du bataillon en tant qu'infanterie légère est de se rapprocher de l'ennemi et de la détruire par toutes sortes de moyens comme les parachutes, les hélicoptères, les bateaux d'assaut, les véhicules, mais le plus important étant à pied. Il est composé de deux compagnies de fusiliers dont une de parachutistes ; il comprend également une compagnie d'appui et une compagnie de services d'appui. Le bataillon est commandé par le Lieutenant-colonel J. Adair. Son SMR est l'Adjudant-chef Paul Francis.

### The Loyal Edmonton Regiment (4eBataillon)
Le 4e bataillon (4 PPCLI), aussi appelé Loyal Edmonton Regiment, est le seul bataillon de la Première réserve du Princess Patricia's Canadian Light Infantry. Le régiment est situé au bâtiment Brigadier James Curry Jefferson à Edmonton. Le lieutenant-colonel Michael J Prendergast, CD commande le bataillon depuis 2008. Le 4 PPCLI fait partie du 41e Groupe-brigade du Canada.

## Histoire

### Création du régiment et Première Guerre mondiale (1914-1918)

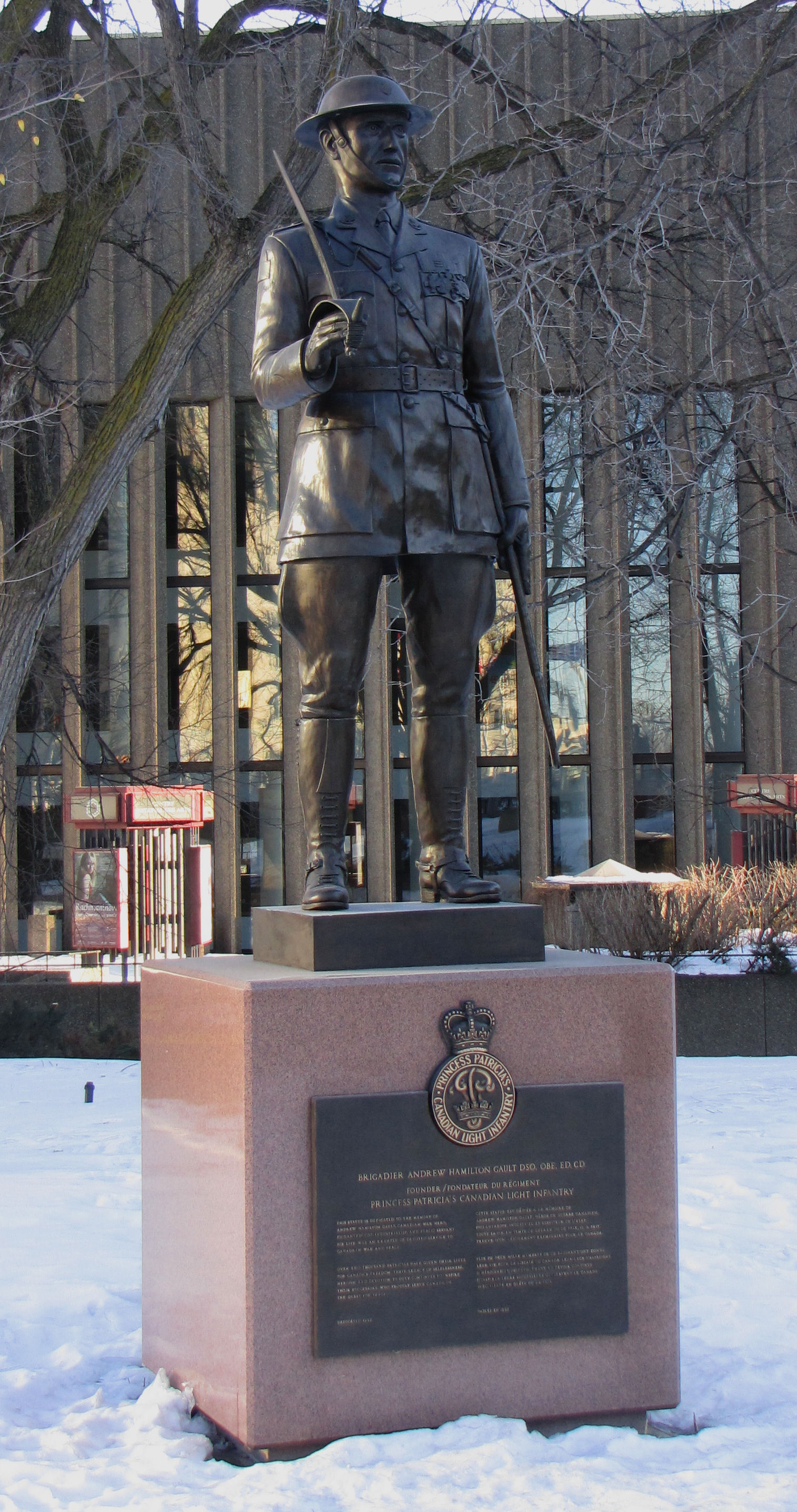
Statue du brigadier Andrew Hamilton Gault près du Centre national des Arts à Ottawa

À l'aube de la Première Guerre mondiale, alors que les forces militaires canadiennes manquent d'unités régulières, le capitaine Andrew Hamilton Gault crée le Patricia's. Hamilton Gault offre 100 000 $ (environ 2 millions en dollars de 2006) pour financer et équiper un bataillon afin de contribuer à l'effort de guerre canadien d'outre-mer,. Le gouvernement accepte son offre provisoirement le 6 août 1914, puis l'autorise officiellement le 10 août 1914 et le ministère de la Milice et de la Défense fournit le reste des coûts pour équiper le bataillon,. La charte du régiment est signée le 10 août et le gouverneur général du Canada, Arthur William, duc de Connaught et Strathearn, approuve l'existence du régiment.

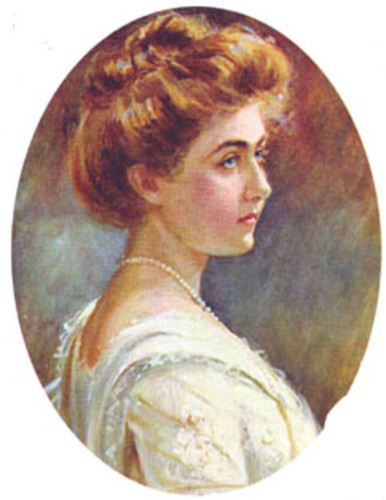
La princesse Patricia de Connaught

Le lieutenant-colonel Francis Farquhar joue un rôle instrumental dans la création du régiment en assistant Hamilton Gault. Farquhar, alors secrétaire militaire auprès du gouverneur général, demande au duc la permission de nommer le régiment d'après sa fille, la princesse Patricia de Connaught. Elle est enchantée d'accepter cet honneur et le « Princess Patricia's » fut créé. L'ajout de « Light Infantry » dans le nom du bataillon vient du fait que le capitaine Gault qui avait servi lors de la seconde guerre des Boers aime l'impression de « force irrégulière » que cela crée.
La mobilisation débute le 11 août 1914. Huit jours plus tard, l'effectif est complété surtout grâce aux anciens militaires qui décident de rejoindre le régiment. En effet, des 1 098 militaires formant le régiment, 1 049 ont déjà servi en Afrique du Sud ou dans la British Army. Le lieutenant-colonel Francis D. Farquhar, DSO, devient le premier commandant du bataillon. La première parade formelle est menée le 23 août 1914 au parc Lansdowne à Ottawa durant laquelle la princesse Patricia présente les couleurs du régiment. En effet, la princesse Patricia, colonel en chef du régiment, crée à la main les couleurs du régiment qui seront connues sous le nom de « Ric-A-Dam-Doo », gaélique pour « étoffe de ta mère »,.
Étant donné son activation durant des pénuries dues à la guerre, le régiment est équipé avec des armes d'origine variée. Les soldats utilisent la carabine .303 Ross alors que les officiers, les mitrailleurs et les adjudants utilisent le Colt M1911.
Le régiment quitte Ottawa le 28 août et embarque à Montréal à bord du Megantic. Cependant, à cause des hostilités dans l'océan Atlantique, le régiment doit débarquer à Lévis. Il en profite pour effectuer de l'entraînement et s'embarque finalement le 27 septembre à Québec à bord du HMS King George V en direction de l'Angleterre
.
Dès son arrivée en Angleterre le 18 octobre, le régiment est cantonné au Bustard Camp, littéralement le « camp de l'outarde », sur le Salisbury Plain (« plateau de Salisbury »), près de Stonehenge. Le 16 novembre, il joint la 27e Division britannique au sein de la 80e brigade expéditionnaire à Winchester,. Le 20 décembre, le régiment quitte le camp pour le port de Southampton avec le reste de la brigade et embarque sur un navire pour la France où il arrive le jour suivant,. À cette date, le PPCLI est la première et la seule unité d'infanterie canadienne dans le théâtre d'opérations ; en effet, seul le 1st Canadian Medical Corps y était déjà avant lui.

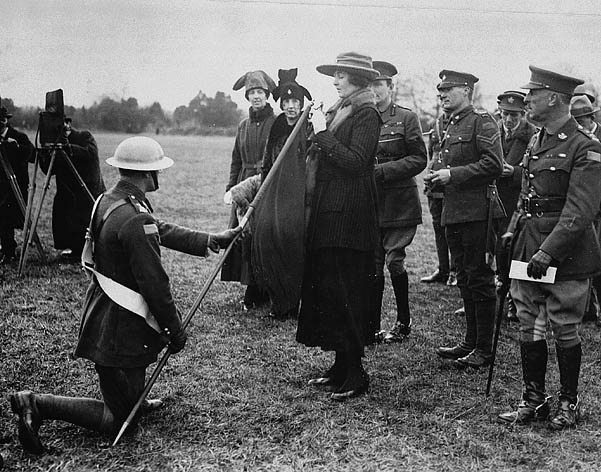
La princesse Patricia inspectant le PPCLI en 1919

Le 6 janvier 1915, les Patricias prennent place dans les tranchées à un endroit connu des soldats anglophones sous le nom de « Dickibush ». Le PPCLI sert durant un an avec la 80e Brigade avant de rejoindre la nouvelle 3e Division canadienne au sein de la 7e Brigade le 22 décembre 1915. Le régiment a entre autres pris part à la bataille de la crête de Vimy le 9 avril 1917. La 4e compagnie du PPCLI entre à Mons avec d'autres troupes canadiennes tôt le 11 novembre 1918 avant que l'armistice prenne effet à 11 h 00,.
Au cours de la bataille de Passchendaele, le lieutenant Hugh McKenzie et le sergent George Harry Mullin gagnent tous deux la croix de Victoria, la plus haute récompense du Commonwealth. Le sergent Robert Spall gagne la troisième croix de Victoria du régiment à Parvillers les 12 et 13 août 1917.
Le 8 janvier 1915, le lance caporal Norman Fry et le lance-caporal Henry George Bellinger sont les premiers soldats du PPCLI à mourir en action pendant la Première Guerre mondiale,,. Le dernier à mourir en action est sûrement le caporal Percy Wainwright Carleton le 10 novembre 1918. Au total, 1 272 militaires du PPCLI firent le sacrifice de leur vie et 82 furent capturés au cours de la Première Guerre mondiale.

### Entre-deux-guerres (1919-1939)
Le 20 mars 1919, le régiment devient une composante de la Milice active canadienne, armée de terre professionnelle du Canada au XIXe siècle, plus connue sous le nom de « Force permanente ». En 1920, le quartier général régimentaire ainsi que les compagnies A et D sont situés aux Fort Osborne Barracks, littéralement les « casernes du fort Osborne », à Winnipeg au Manitoba. De son côté, la compagnie B est située à Esquimalt en Colombie-Britannique. L'entre-deux-guerres est une période de récession pour les forces armées canadiennes et le régiment voit son effectif réduit de 209 militaires en 1924.

### Seconde Guerre mondiale (1939-1945)

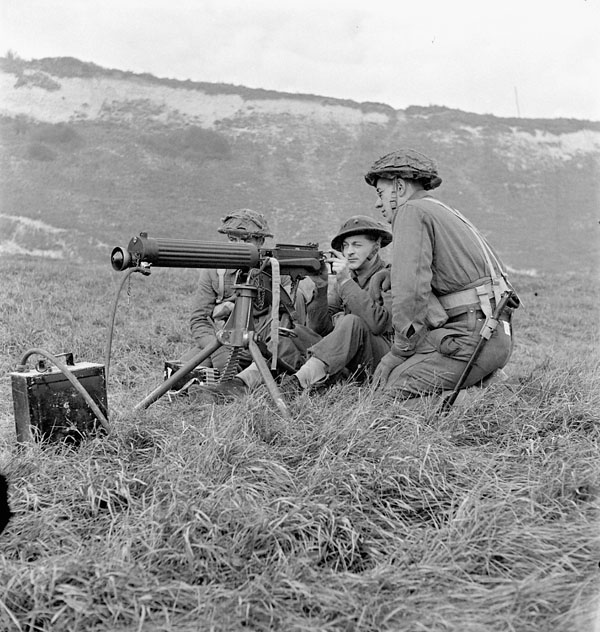
Des soldats du Princess Patricia’s Canadian Light Infantry s’entraînent au tir à la mitrailleuse Vickers à Eastbourne (Angleterre), le 3 décembre 1942

Le 1er septembre 1939, la Seconde Guerre mondiale commence et le parlement canadien déclare qu'un état de guerre existe entre le Canada et l'Allemagne. Le même jour, les Patricias sont mobilisés. Le régiment recrute à Winnipeg et à Vancouver pour arriver à un effectif complet au mois d'octobre. Les soldats du PPCLI partent d'Halifax en Nouvelle-Écosse pour arriver à Aldershot en Écosse le 21 décembre en tant que composante de la 2e Brigade de la 1re Division d'infanterie canadienne sous le commandement du lieutenant-colonel W.G. Colquhoun. Ils passent le Jour de l'an à Cove dans le Hampshire en Angleterre. Le 10 février 1940, la colonel-en-chef du PPCLI inspecte son régiment pour la première fois en vingt-et-un ans. Le régiment passe plus de trois ans à s'entraîner au Royaume-Uni en plus de fournir de la défense côtière.

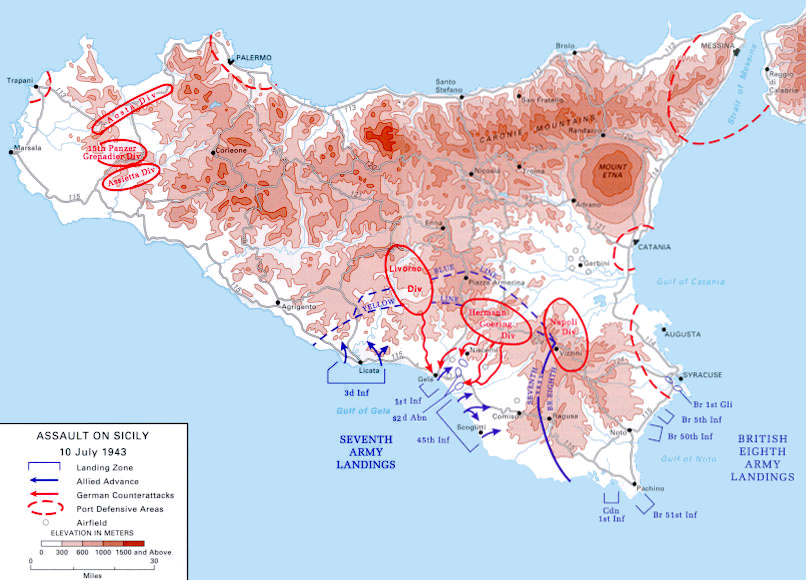
Carte des opérations du débarquement en Sicile

Le 10 juillet 1943, le PPCLI au sein de la 1re Division d'infanterie canadienne, composante de la VIIIe armée britannique, débarque en Sicile au cours de l'opération Husky. Le PPCLI gagne ses premiers honneurs de bataille de la Seconde Guerre mondiale à Leonforte. Ensuite, le 4 septembre 1943, il débarque à la pointe de l'Italie où il avance vers le nord pendant deux mois ; son avance est ralentie par les ponts démolis et l'arrière-garde allemande. Il est grandement impliqué dans la campagne de la rivière Moro durant le mois de décembre 1943. Cette année-là, les soldats du PPCLI passent Noël à Ortona.

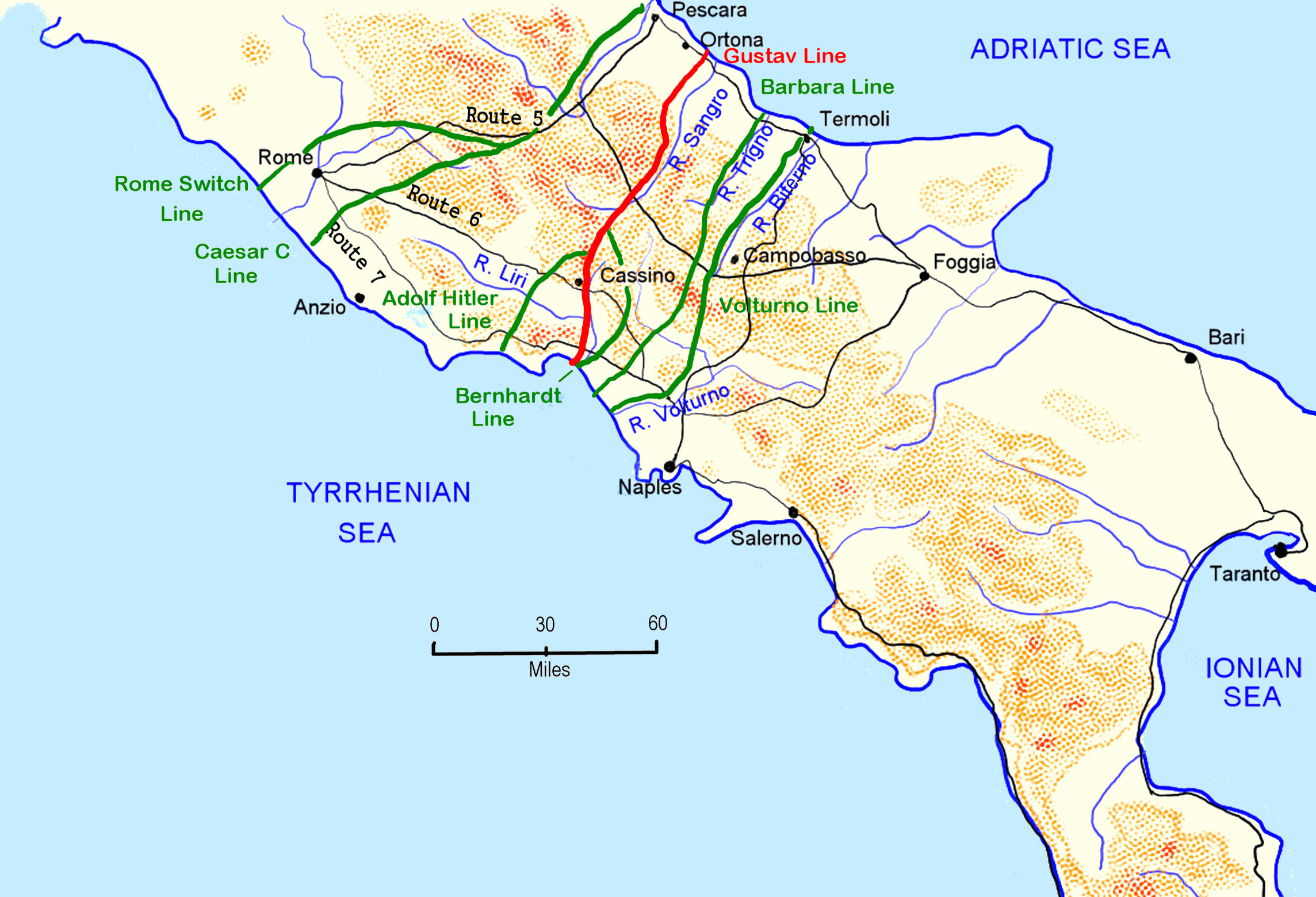
Les lignes défensives allemandes au sud de Rome

En mai 1944, le PPCLI prend part à l'offensive contre la ligne Adolf Hitler à l'ouest du mont Cassin durant l'attaque alliée contre Rome. Le régiment est alors une composante du 1er Corps canadien nouvellement formé. En août, il participe à l'offensive contre la Ligne gothique et aux assauts contre San Fortunato et Rimini.

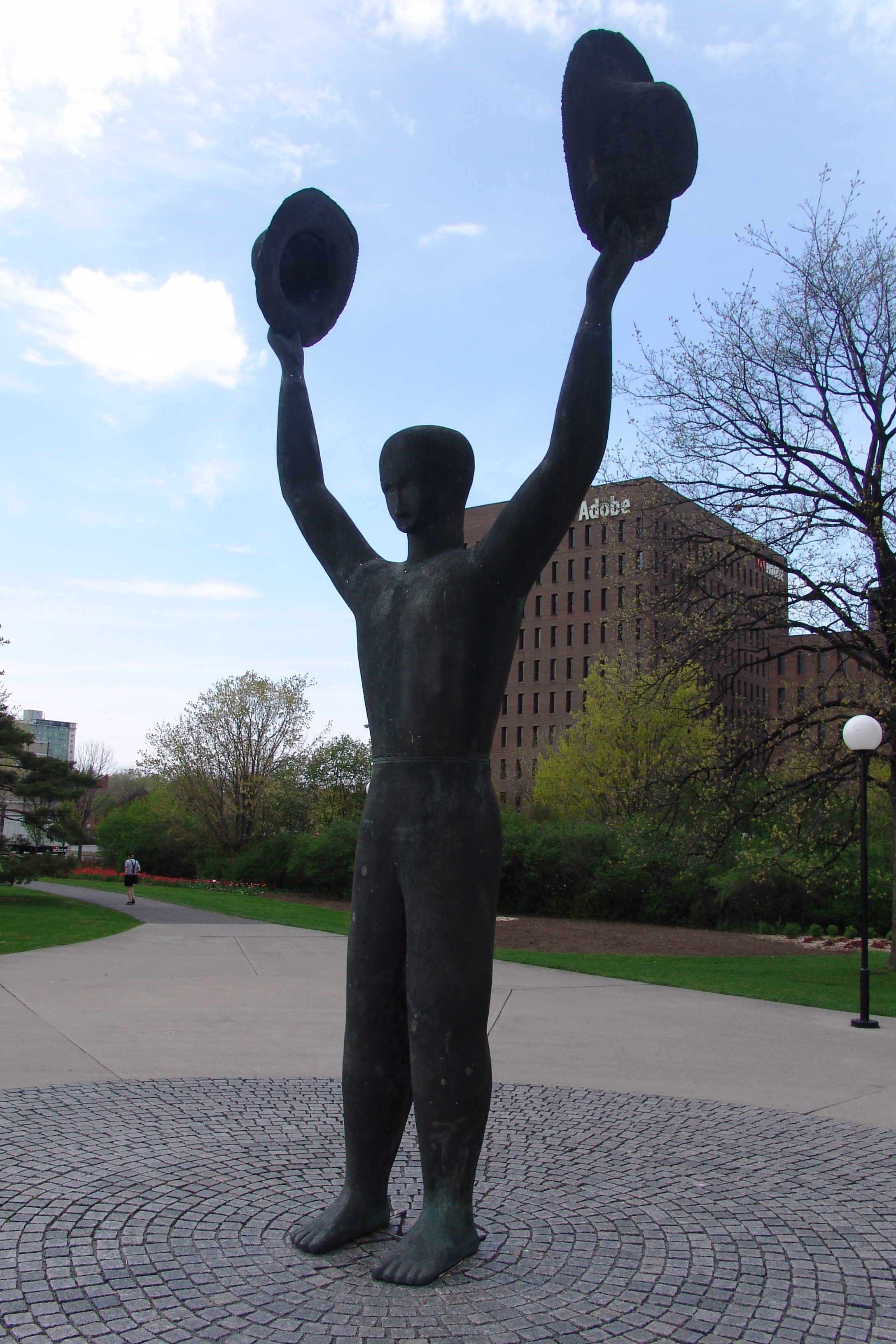
Monument offert au Canada par les Pays-Bas en remerciement de la libération d'Apeldoorn

Le 13 mars 1945, le régiment, tout comme les autres éléments du corps, est transféré au Nord-Ouest de l'Europe où il rejoint la 1re Armée canadienne et participe à la libération des Pays-Bas. Ensuite, il participe à la capture de la ville d'Apeldoorn aux Pays-Bas. Le 7 mai 1945, le régiment est la première force alliée à entrer à Amsterdam. Le lieutenant-colonel Clark est alors le commandant des Patricias.
Le 1er juin 1945, un nouveau bataillon du régiment est autorisé à prendre part à la Force Pacifique du Canada dans la campagne contre le Japon. Sa désignation officielle est 1st Canadian Infantry Battalion, Princess Patricia's Canadian Light Infantry, 2nd Canadian Infantry, littéralement « 1er Bataillon d'infanterie canadien, Infanterie légère canadienne de la princesse Patricia, 2e Infanterie canadienne ». Après la destruction d'Hiroshima et de Nagasaki par des bombes nucléaires et l'abdication subséquente du Japon le 15 août 1945, la Force Pacifique est dissoute. Le 2 septembre, le nouveau bataillon est renommé 2nd Battalion, Princess Patricia's Canadian Light Infantry, Canadian Infantry Corps, littéralement « 2e Bataillon, Infanterie légère canadienne de la princesse Patricia, Corps canadien d'infanterie », et devient une composante de la force intérimaire en attendant la formation d'une force permanente. De son côté, le bataillon du régiment en Europe qui a un effectif réduit retourne à Winnipeg en octobre 1945 et est démobilisé.

### L'après-guerre (1946-1950)
Durant l'après-guerre en 1946, la force intérimaire est graduellement abolie et la force permanente commence à se former alors que le 2e Bataillon du PPCLI retourne à la BFC Shilo au Manitoba au mois de janvier. Le 10 juin, il est finalement stationné à Calgary. Le 1er mars 1947, le 2nd Battalion, Princess Patricia's Canadian Light Infantry, Canadian Infantry Corps est renommé simplement Princess Patricia's Canadian Light Infantry. En 1948, à l'approche de la guerre de Corée, une nouvelle emphase est mise sur les parachutistes et le Patricia's est la première unité choisie pour répondre à ce besoin sur une base volontaire. Finalement, tous les membres de l'unité deviennent parachutistes incluant les officiers, les sous-officiers et les membres du rang ; l'entraînement de parachutisme est complété au printemps 1949.

### Guerre de Corée (1950-1954)

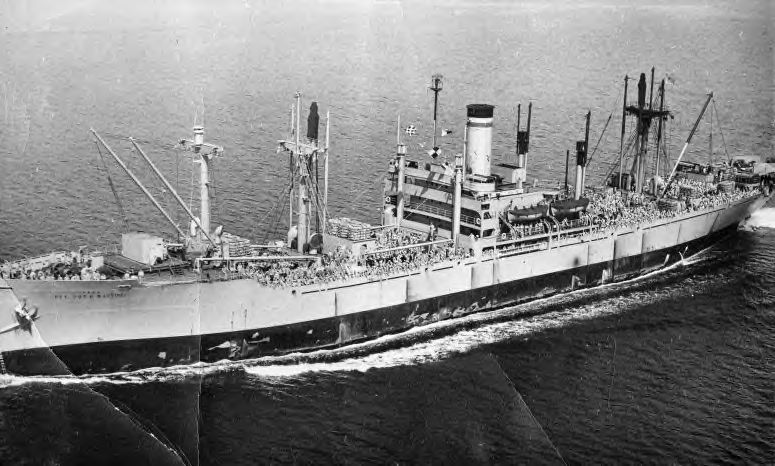
USS Private Joe P. Martinez qui transporta le second bataillon du PPCLI à la guerre de Corée en 1950

Le 15 août 1950, un second bataillon est créé au sein du régiment afin de devenir une composante de la Force spéciale de l'Armée de terre canadienne pour répondre à l'invasion chinoise de la Corée du Sud ; l'unité des Patricias déjà en service adopte donc la désignation de 1er Bataillon. Le nouveau bataillon s'entraîne à Calgary et à Wainwright avant de s'embarquer à bord du USS Private Joe P. Martinez le 25 novembre 1950 en direction de Pusan en Corée du Sud. Il débarque en Corée du Sud au mois de décembre et s'entraîne en montagnes pendant huit semaines avant d'être finalement impliqué dans le conflit le 6 février 1951 en devenant une composante de la 27th British Commonwealth Brigade du IX Corps dans la 8e Armée des États-Unis. Le second bataillon du PPCLI est le premier bataillon d'infanterie canadien impliqué dans les conflits de la guerre de Corée.

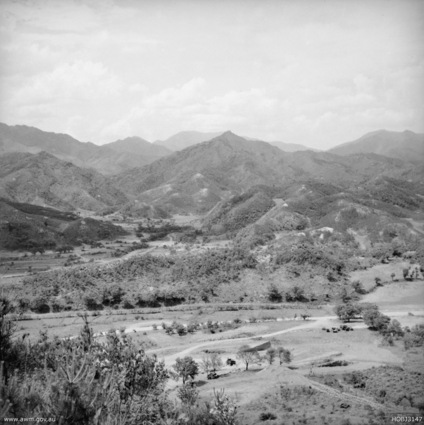
Kapyong en Corée du Sud en 1952

Le 22 avril 1951, les forces chinoises entreprennent une offensive majeure contre les forces des Nations unies et réussissent à traverser la première ligne de défense tenue par la 6e Division de la Corée du Sud. Lors de la bataille de Kapyong, le 2e Bataillon du PPCLI, le 3e bataillon du Royal Australian Regiment et la Compagnie A du 72e Régiment blindé des États-Unis reçoivent la tâche de défendre la vallée de Kapyong. Les forces australiennes sont délogées de leur position par les forces chinoises et le 2e Bataillon du PPCLI retient les forces chinoises pendant trois jours ; ce qui permet de sauver Séoul et plusieurs vies de soldats des Nations unies. Pour leurs actions, ces trois unités reçoivent la Presidential Unit Citation des États-Unis.
Le 25 mai 1951, le 2e bataillon du PPCLI est transféré à la 25e Brigade d'infanterie canadienne au sein de la 1st Commonwealth Division. À l'automne, le second bataillon est remplacé par le premier et retourne à Calgary. Entre-temps, au Canada, un nouveau bataillon est créé le 30 novembre 1950. Ce nouveau bataillon, le troisième, s'entraîne à Wainwright, à Borden et à Ipperwash avant de fournir des renforts au premier et au second bataillon pendant leur tour en Corée.
Le troisième bataillon remplace le premier à l'automne 1952 et occupe la colline 355 lorsque la guerre de Corée se termine le 27 juillet 1953. Après trois mois de service actif, le troisième bataillon est réduit à un effectif nul le 8 février 1954. Le PPCLI est donc réduit à deux bataillons alors que le commandant, le sergent-major régimentaire et d'autres membres du troisième bataillon sont choisis afin de former le nouveau 2e bataillon des Canadian Guards.

### Service en Allemagne (1950-1988)
De 1950 à 1969, le Canada en tant que membre de l'OTAN maintien un groupe-brigade en Allemagne. Le second bataillon du PPCLI sert en Allemagne d'octobre 1953 à l'automne 1955 alors qu'il est relevé par le premier bataillon qui y demeure jusqu'à l'automne 1957. À l'automne 1963, le premier bataillon effectue une seconde rotation en Allemagne jusqu'en 1966. De son côté, le second bataillon y retourne en juillet 1984 pour une période de quatre ans. Finalement, la BFC Lahr en Allemagne ferme en 1994.
De plus, au printemps 1950, le premier bataillon supporte les autorités civiles pour répondre aux inondations au Manitoba.

### Guerre froide et maintien de la paix (1968-2003)
Le premier bataillon du PPCLI est envoyé à Chypre en 1968 au sein de la Force des Nations unies chargée du maintien de la paix à Chypre. Par la suite, les principales unités des Forces canadiennes incluant les bataillons du PPCLI effectuent des rotations d'une durée de six mois à Chypre jusqu'en 1993. Les bataillons du PPCLI ont effectué un total de douze tours à Chypre.
En avril 1970, le 1er Bataillon du The Queen's Own Rifles of Canada basé à Victoria en Colombie-Britannique est renommé 3e Bataillon du PPCLI alors qu'il retourne à la Première réserve,. Le régiment s'agrandira aussi lorsque le gouvernement du Canada décide de fermer le 4e Groupe-brigade mécanisé du Canada vers la fin des années 1990.
En plus de Chypre, les Patricias servent en Israël, au Golan, en Égypte, au Liban, au Koweït, en Irak, au Congo, au Viêt Nam, en Amérique centrale, en Angola, en Somalie, au Rwanda, en Corée, en Croatie et en Bosnie dans le cadre de différentes missions,.
Durant les guerres de Yougoslavie au début des années 1990, des soldats du PPCLI servent avec la Force de protection des Nations unies d'abord en Croatie centrale, puis, plus vers le sud. Le troisième bataillon est le premier à servir en théâtre à partir de 1992. Il est remplacé en 1993 par le second bataillon qui est lui-même remplacé en 1994 par le premier bataillon. Par la suite, le second bataillon sert avec la Force de stabilisation en 1997, en 2000 et en 2003, le troisième bataillon en 2000 et le premier en 2002 et 2003. De plus, des éléments du PPCLI servent avec le Lord Strathcona's Horse (Royal Canadians) au cours de l'hiver de 1997 à 1998. En 1999, le premier bataillon fournit un groupement tactique complet à la Kosovo Force,.
Au printemps 1997, le premier bataillon est appelé à supporter les autorités civiles afin d'aider la population face aux inondations affectant le Manitoba. En 1998, il est aussi mobilisé pour répondre aux répercussions de la crise du verglas.

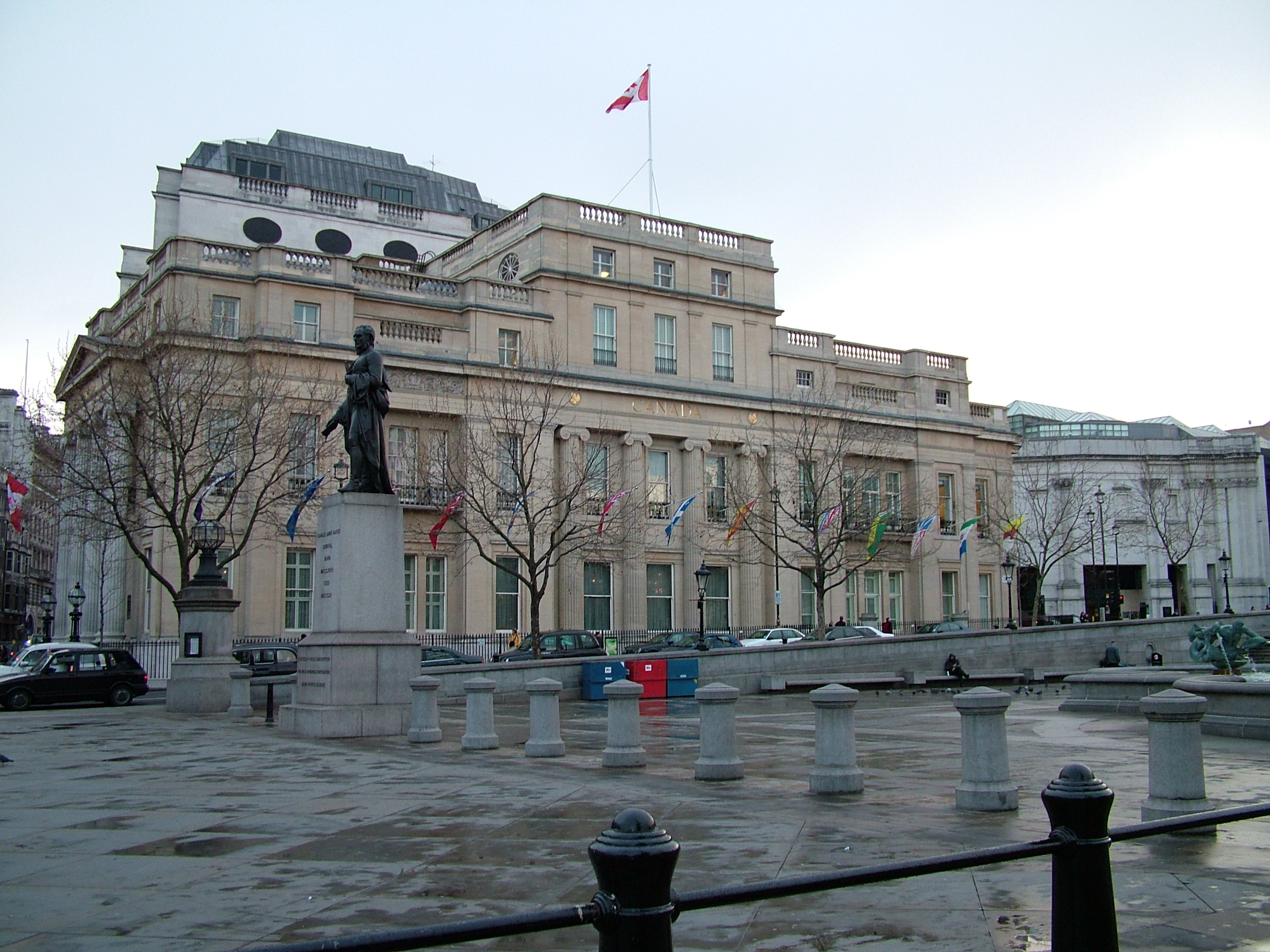
Canada House à Londres au Royaume-Uni

En 1998, pour célébrer l'annonce de la réouverture du Canada House, un détachement du 3e Bataillon se rend à Londres en Angleterre pour monter la Garde royale au palais de Buckingham, un rare honneur. Le Royal Canadian Regiment aura le même privilège deux ans plus tard.

### Guerre d'Afghanistan (2002-2010)

#### Opération Apollo (2002-2003)
Dans le cadre de l'opération Apollo, la contribution canadienne à l'opération Enduring Freedom, le 3e Bataillon du PPCLI déploie en Afghanistan en janvier 2002 pour la guerre d'Afghanistan. Le groupement tactique formé autour du 3e Bataillon inclut un escadron de reconnaissance du Lord Strathcona's Horse (Royal Canadians) ainsi que des éléments de soutien provenant du 1er Bataillon des services.

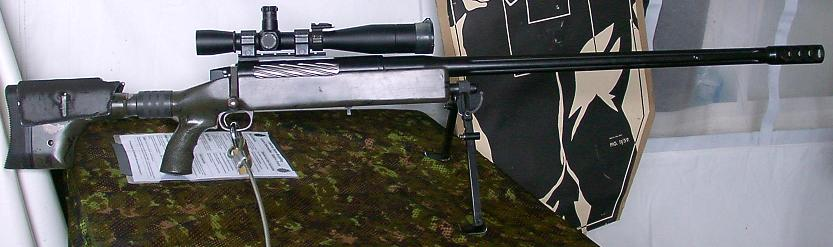
Fusil utilisé par le caporal-chef Furlong pour établir son record de 2430 mètres pour tuer un ennemi

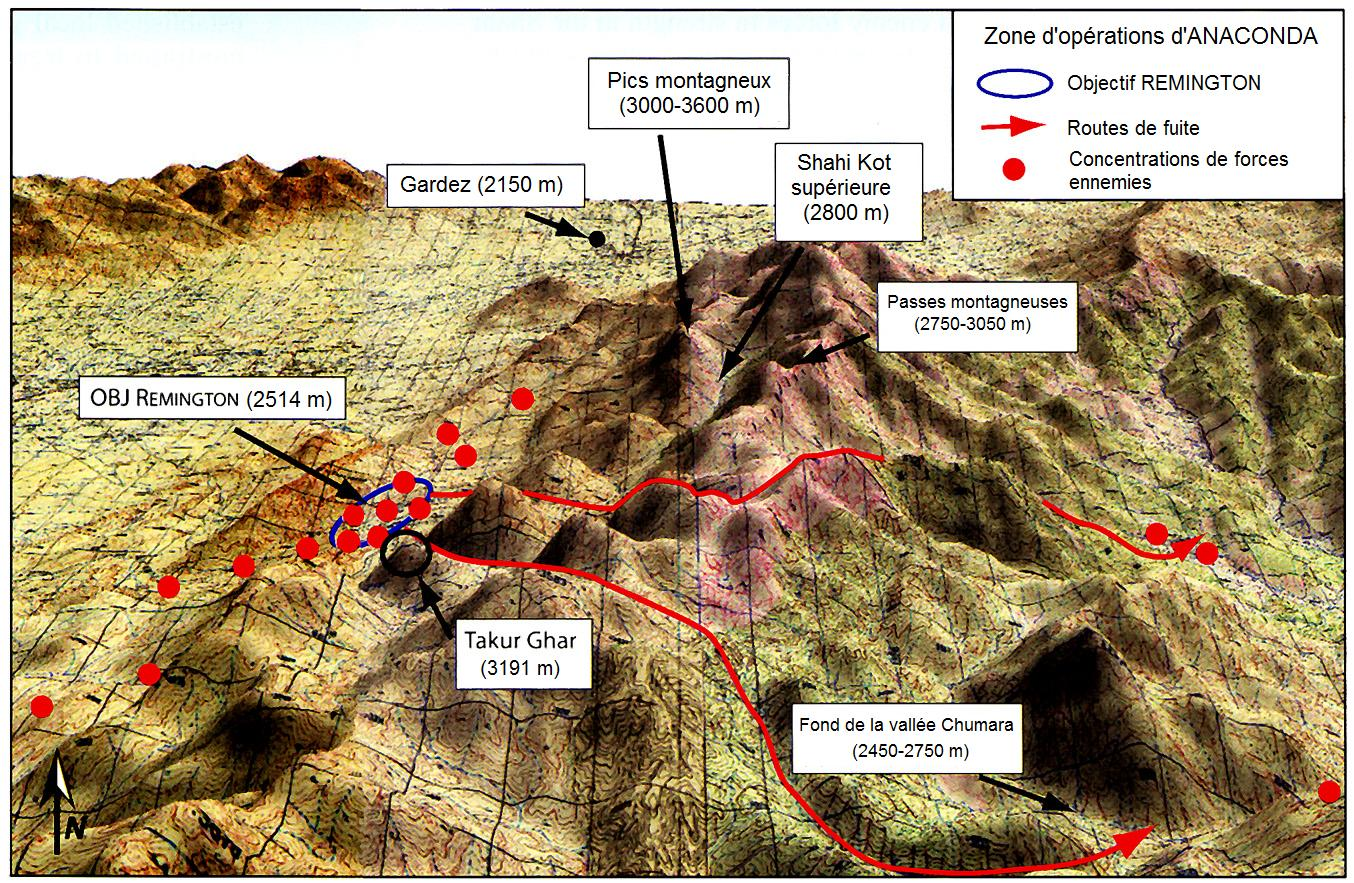
Zone d'opérations de l'opération Anaconda

En mars 2002 dans le cadre de l'opération Anaconda, des membres du 3 PPCLI sont situés dans la province de Paktiyâ dans le but de ratisser les montagnes à la recherche de talibans et de membres d'Al-Qaïda. Le contingent canadien de l'opération Anaconda menée par les Américains est composé de seize membres incluant six tireurs d'élite. Cette équipe de tireurs d'élite du 3 PPCLI sous la supervision du caporal-chef Graham Ragsdale inscrit plus de 20 morts tandis que le caporal-chef Robert Furlong établit un nouveau record de distance pour une mise à mort avec une distance de 2 310 mètres. Lors d'une autre mission, Furlong bat son propre record en réussissant un tir à 2 430 mètres. L'Armée de terre des États-Unis récompense les hommes par la Bronze Star pour leurs actions au combat ; cependant, le gouvernement du Canada empêche les médailles d'être remises aux soldats. Par ailleurs, les membres de l'équipe seront mis sous enquête pendant plusieurs années et la plupart d'entre eux quitteront les Forces canadiennes. Néanmoins, la performance de l'équipe de tireurs d'élite fut remarquée et leur précision à détruire les positions de mortiers et de mitrailleuses ennemies ont permis de sauver plusieurs vies.
Le 13 mars 2002, l'opération Harpoon est lancée en parallèle à l'opération Anaconda dans le but d'éliminer une poche précise de combattants d'Al-Qaida. L'opération comprend des éléments aériens ainsi qu'un bataillon pour l'élément terrestre composé de soldats canadiens et américains. Le lieutenant-colonel Pat Stogran, commandant du groupement tactique du 3 PPCLI, est responsable de ce bataillon. Le lendemain, un peloton de reconnaissance du 3 PPCLI mène les troupes américaines à un réseau de grottes et de bunkers utilisé par les résistants d'Al-Qaida. Ensuite, les Américains détruisent plusieurs bunkers et l'opération Harpoon prend fin le 19 mars.
Après l'opération Harpoon, le 3 PPCLI retourne au camp de l'aéroport international de Kandahar. Tout en reprenant son rôle de sécurité, le bataillon entreprend de l'entraînement en vue des opérations futures. Le 17 avril 2002 durant un exercice de tir réel, quatre soldats du 3e Bataillon du PPCLI, le sergent Marc Léger, le caporal Ainsworth Dyer, le soldat Richard Green et le soldat Nathan Smith, sont tués accidentellement et huit autres sont blessés par un F-16 américain piloté par le major Harry Schmidt dans ce qui sera connu comme étant l'« incident de la Ferme Tarnak ». Schmidt fut conséquemment jugé par une cour martiale américaine.
Le 4 mai 2002, l'opération Torii est lancée. Le lieutenant-colonel Stogran commande une force opérationnelle internationale dont fait partie 400 soldats canadiens. Le but de la mission est de découvrir des réseaux de grottes utilisés par les talibans et les membres d'Al-Qaida ainsi que de recueillir des renseignements dans la région de Tora Bora.
Du 30 juin au 4 juillet 2002, la majorité du 3 PPCLI s'est rendu dans la province de Zabol au nord-est de Kandahar afin d'y établir pour la première fois une présence de la coalition.
Le 3e Bataillon commence à préparer son redéploiement au Canada le 13 juillet et ses membres sont de retour au Canada en deux contingents les 28 et 30 juillet après un séjour à Guam.
Le 14 mars 2003, le 1er Bataillon déploie un peloton d'environ 35 hommes afin de servir de sécurité dans le golfe Persique aux unités des Forces canadiennes déjà déployées dans le cadre de l'opération Apollo. Le peloton est remplacé en juillet par un peloton venant du 1er Régiment du Royal Canadian Horse Artillery.

#### Opération Athéna (2004-2010)

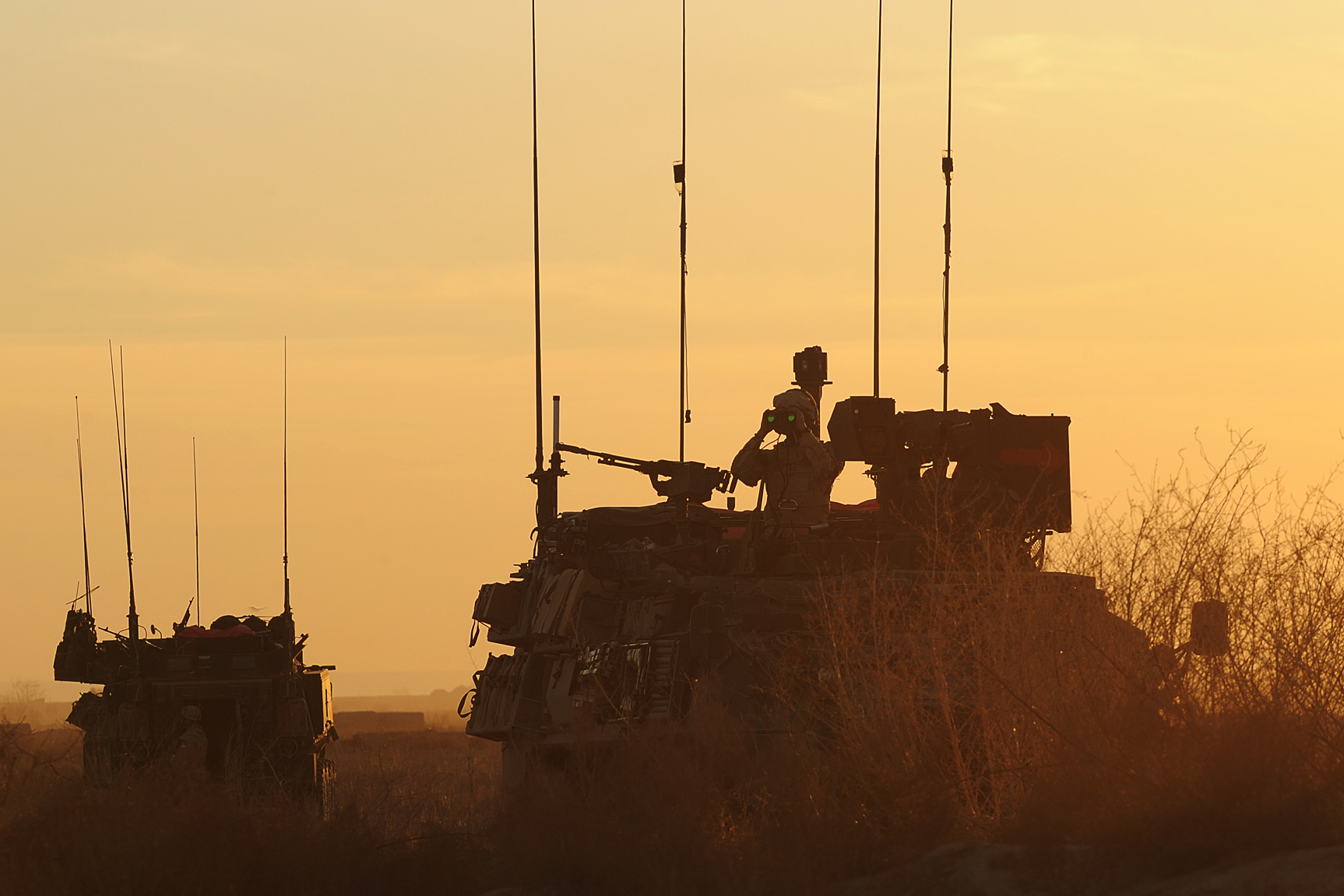
Patrouille du 1er Bataillon en VBL III en 2010

Dans le cadre de l'opération Athéna, le 1er Bataillon du PPCLI déploie un escadron de reconnaissance à Kaboul d'août 2004 à février 2005. Un groupement tactique formé autour du 1er Bataillon déploie à Kandahar de février à juillet 2006.
Le 1er Bataillon arrive en Afghanistan, alors que les talibans commencent une offensive majeure. Après un printemps chargé d'attaques contre les soldats canadiens, incluant 6 décès, les talibans des provinces de Kandahâr et de l'Helmand se réunissent. L'Opération Mountain Thrust est alors enclenchée au début de l'été. Les Canadiens sont les principaux combattants lors de bataille de Panjwaii. Alors que l'opération Mountain Thrust se termine, les talibans affluent vers le district de Panjwaii et les Forces canadiennes répliquent avec l'Opération Méduse alors que le 1er Bataillon du The Royal Canadian Regiment prend la relève du PPCLI. La Force opérationnelle 1-06 du groupement tactique du 1er Bataillon du PPCLI recevra la Mention élogieuse du commandant en chef destinée aux unités de la part du gouverneur général en décembre 2010.
Le 2e Bataillon du PPCLI relève le 3e Bataillon du Royal 22e Régiment en février 2008. En août de la même année, il est remplacé par le 3e Bataillon du The Royal Canadian Regiment. En août 2009, le 1er Bataillon du PPCLI retourne en Afghanistan en prenant la relève du 2e Bataillon du Royal 22e Régiment où il demeure jusqu'en février 2010.

## Honneurs de bataille
Les honneurs de bataille sont le droit donné par la Couronne au régiment d'apposer sur ses couleurs les noms de bataille ou d'opération dans lesquelles il s'est illustré. Le PPCLI a reçu au total 39 honneurs de bataille,. L'honneur de bataille « Siberia, 1918-19 » est une perpétuation du 260th Battalion, Canadian Siberian Expeditionary Force.
| Première Guerre mondiale     | Seconde Guerre mondiale     |
| ---------------------------- | --------------------------- |
| Ypres, 1915, '17             | Débarquement en Sicile      |
| Frezenberg                   | Leonforte                   |
| Bellewaerde                  | Agira                       |
| Mont Sorrel                  | Sicile, 1943                |
| Somme 1916                   | The Moro                    |
| Flers-Courcelette            | The Gully                   |
| Ancre Heights                | Vallée de Liri              |
| Arras 1917 - 18              | Ligne Hitler                |
| Vimy 1917                    | Ligne Gothique              |
| Arleux                       | Ligne Rimini                |
| Colline 70                   | San Fortunato               |
| Passchendaele                | Tête de pont de Savio       |
| Amiens                       | Canal de Naviglio           |
| Scarpe 1918                  | Fosso Munio                 |
| Ligne Hindenburg             | Granarola                   |
| Canal du Nord                | Italie, 1943 - 1945         |
| Pursuit to Mons              | Apledoorn                   |
| France et Flandres 1914 - 18 | Nord-Ouest de l'Europe 1945 |
| Sibérie, 1918-19             |                             |
| Guerre de Corée              |                             |
| Korea 1950 - 1953            |                             |
| Kapyong                      |                             |
| Guerre d'Afghanistan         |                             |
| Afghanistan                  |                             |

## Traditions

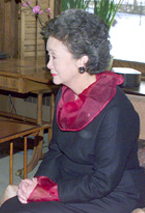
Adrienne Clarkson, colonel-en-chef du régiment.

Le colonel-en-chef du régiment est l'ancien gouverneur général du Canada, Adrienne Clarkson, depuis le 17 mars 2007. En effet, en 2007, la comtesse Mountbatten de Birmanie annonça qu'elle se démettait de cette position. Le colonel-en-chef est une position honorifique à vie qui est titulaire de la position de dirigeant du régiment. La comtesse Mountbatten de Birmanie succéda à la princesse Patricia en tant que colonel-en-chef du régiment. Adrienne Clarkson est donc la troisième colonel-en-chef de l'histoire du régiment. C'est aussi la première fois que la colonel-en-chef ne fait pas partie de la famille royale. Le colonel du régiment est le brigadier-général (retraité) J.E.L. Gollner, OMM, CD.
Le régiment utilise la devise non officielle « Once a Patricia, Always a Patricia », littéralement « Une fois un Patricia, toujours un Patricia », qui rappelle que la famille régimentaire inclut aussi les militaires retraités et ceux qui ont changé de métier dans les Forces.
Le 17 mars est la célébration la plus importante au sein du régiment. Cette date correspond à l'anniversaire de la princesse Patricia. Une activité traditionnelle de cette célébration est le jeu « broom-i-loo », un jeu unique dérivé du ballon-balai, et principalement la partie opposant les officiers et les sous-officiers seniors. Le 8 mai est l'anniversaire de la bataille de Frezenberf qui s'est déroulée en 1915 qui est normalement observée par une parade et une parade en église. Le 25 avril est l'anniversaire de la bataille de Kapyong qui est observé par le second bataillon normalement par une parade. Le 10 août, l'ensemble du régiment observe l'anniversaire de fondation du PPCLI en 1914,. Le 21 septembre est l'anniversaire de la bataille de San Fortunato en 1944 qui est normalement observé par une parade depuis 1993.

## The Patrician
The Patrician est un journal régimentaire qui a été publié pour la première fois en mai 1933. La publication a été suspendue pendant la Seconde Guerre mondiale. En 1946, un bulletin mensuel a commencé à être publié. Sa publication a été suspendue pendant la guerre de Corée. En 1953, la publication du The Patrician a repris en tant que journal semi-annuel jusqu'en 1960 où la publication est devenue annuelle à cause de restrictions financières. En 1975, le format du journal a été changé pour un magazine. Le format de petit livre a été réadopté en 1995. The Patrician a adopté sa taille actuelle en 2003.

## Régiments affiliés
Le PPCLI a trois régiments affiliés :
- The Rifles ( Royaume-Uni)
- Royal Australian Regiment ( Australie)
- Hauraki Regiment (en) ( Nouvelle-Zélande)

## Affiliation à la Ligue de hockey de l'Ouest
Le PPCLI n'est pas directement affilié à la Ligue de hockey de l'Ouest, mais est associé au travers du nom des Pats de Regina qui ont été formés en 1917 à Regina en Saskatchewan. L'équipe était initialement nommée Patricias, mais le nom fut raccourci en Pats en 1923. Les joueurs des Pats de Regina portent l'insigne du PPCLI sur l'épaule de leur chandail. Les Pats sont la plus ancienne équipe de hockey junior majeur toujours active au monde sans avoir changé de nom ni déménagé.